# The Misfits (filme)
The Misfits (bra: Os Desajustados; prt: Os Inadaptados) é um filme de drama estadunidense, lançado em 1961, dirigido por John Huston e escrito por Arthur Miller, que adaptou seu próprio conto de 1957. O elenco principal conta com Clark Gable, Marilyn Monroe e Montgomery Clift, ao lado de Thelma Ritter e Eli Wallach. O filme foi o último trabalho concluído por Gable (que faleceu três meses antes da estreia) e Monroe (que morreu um ano após o lançamento). Lançado pela United Artists em 1º de fevereiro de 1961, foi um fracasso comercial, mas recebeu aclamação da crítica por seu roteiro e pelas atuações. Com o passar dos anos, sua reputação cresceu, e muitos críticos o consideram uma obra-prima, sendo também apontado como um dos melhores filmes da década de 1960. O título do filme inspirou o nome da banda de punk Misfits, formada em 1977.

## Sinopse
A história inicia em Reno, Nevada quando as amigas Roslyn Taber e Isabelle Steers encontram num bar os cowboys de meia-idade Gay Langland e Guido. Roslyn é recém-divorciada e está deprimida, mas acaba atraída por Gay e vai morar com ele numa casa afastada, de propriedade de Guido. Este fica amigo de Isabelle. Os dois casais vão para um rodeio, onde Gay encontra o seu amigo peão Perce Howland, que está completamente sem dinheiro. Guido conta à Gay que ao sobrevoar a região selvagem com seu aeroplano, ele avistara cerca de quinze cavalos selvagens Mustang. Gay se entusiasma e convida Perce para ir com ele e Guido caçarem os cavalos. Roslyn vai junto com os cowboys, mas se desespera quando lhe contam que os cavalos capturados serão vendidos para abatedouros para servirem de alimento para cães.

## Elenco
- Clark Gable .... Gay Langland
- Marilyn Monroe .... Roslyn Taber
- Montgomery Clift .... Perce Howland
- Thelma Ritter .... Isabelle Steers
- Eli Wallach .... Guido
- James Barton .... avô de Fletcher
- Kevin McCarthy .... Raymond Taber
- Estelle Winwood .... mulher na igreja

## Produção

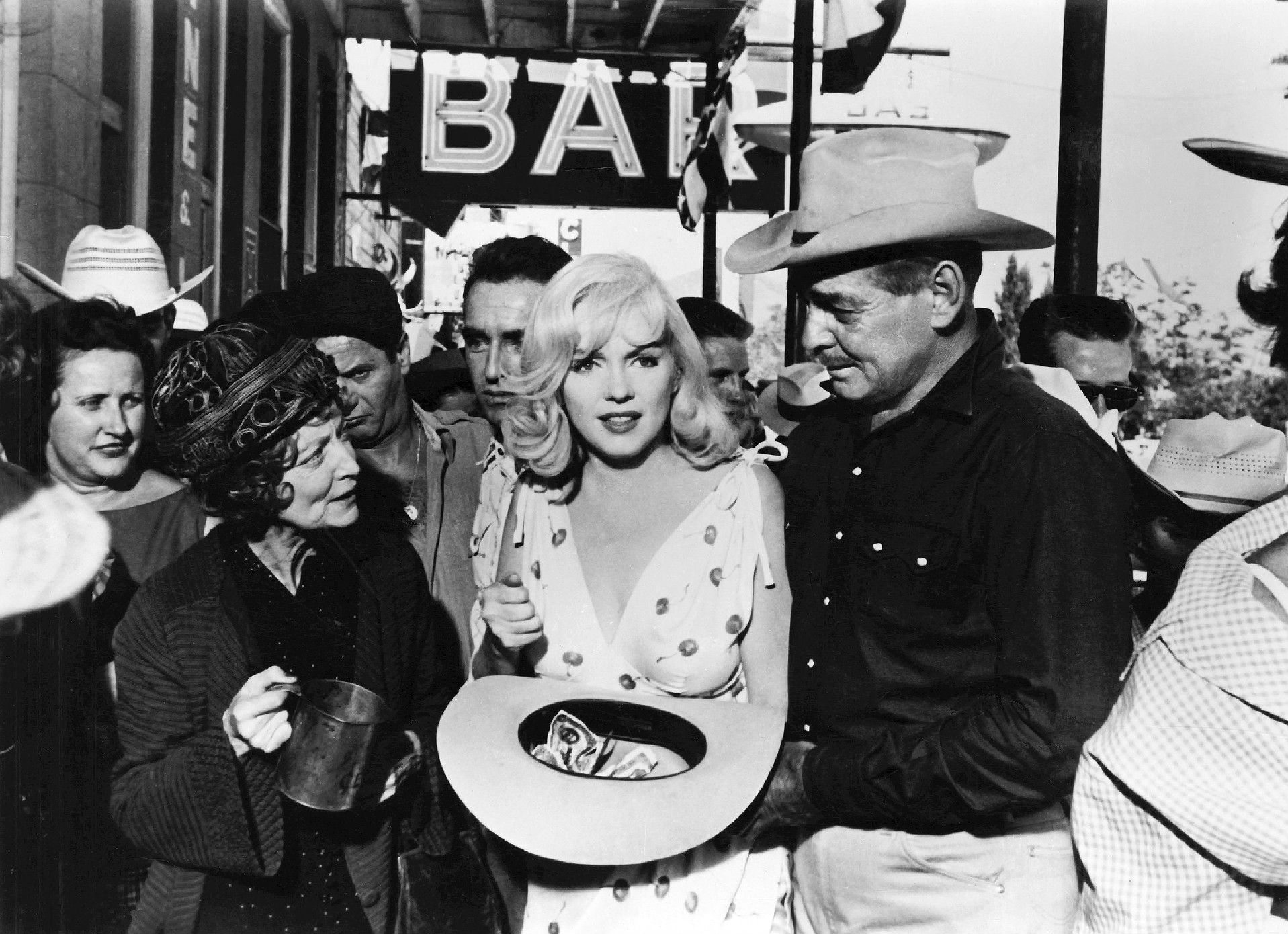
Marilyn Monroe e Clark Gable, em The Misfits.

A produção de The Misfits enfrentou vários desafios, sendo um dos maiores o calor intenso do deserto do norte de Nevada, com temperaturas que atingiam 38 °C.  Além disso, o fim do casamento de Marilyn Monroe com o escritor Arthur Miller também trouxe dificuldades. Durante as filmagens, Miller fez revisões constantes no roteiro, à medida que os conceitos do filme evoluíam.
Enquanto seu casamento com Miller passava por uma crise, Monroe começou a fazer uso excessivo de álcool e medicamentos prescritos. Em uma entrevista retrospectiva de 1981, Huston afirmou que estava "absolutamente certo de que ela estava condenada", uma conclusão que ele chegou enquanto trabalhava no filme. "Havia sinais óbvios diante de mim quase todos os dias. Ela não conseguia se recuperar, nem ser ajudada por ninguém. E isso afetava, muitas vezes, o seu desempenho. Tivemos que interromper as filmagens quando ela foi internada por duas semanas", contou Huston. Em agosto de 1960, a produção foi pausada para que Monroe fosse internada para tratamento de depressão e recuperação. Alguns close-ups de Monroe, após sua alta hospitalar, foram filmados com o uso de um foco suave para disfarçar os efeitos da internação.
Monroe frequentemente chegava atrasada ao set — muitas vezes uma hora depois do horário combinado, e, em algumas ocasiões, sequer aparecia. Ela passava as noites decorando as falas recém-escritas com a ajuda de sua treinadora de teatro, Paula Strasberg. Ralph Roberts, confidente e massagista de Monroe, foi escalado para interpretar um atendente de ambulância na cena do rodeio. Apesar dos atrasos frequentes de Monroe, os outros atores e Huston não se queixaram. Eles sabiam que a presença dela era crucial para a conclusão do filme. Gable, em conversa com James Goode, autor de The Making of the Misfits, relembrou: "Antigamente, se um ator se atrasasse, seria demitido na hora".
O veterano ator de filmes B de faroeste, Rex Bell — que foi casado com a atriz Clara Bow — fez sua última aparição no cinema em uma breve participação como um cowboy idoso e divertido. Na época, Bell também era vice-governador de Nevada.
A Magnum Photos enviou vários repórteres para fotografar a produção, entre eles Ernst Haas, Inge Morath e Eve Arnold. Inge Morath, mais tarde, casou-se com Arthur Miller, ex-marido de Monroe, um ano após o lançamento do filme.
As locações incluíram o Washoe County Court House, na Virginia Street, e o Quail Canyon, perto do Pyramid Lake. A cena do bar, em que Monroe joga paddle ball, e as cenas de rodeio foram filmadas em Dayton, Nevada, a leste de Carson City. As filmagens de The Misfits foram concluídas em 4 de novembro de 1960, doze dias antes da morte de Clark Gable. O filme foi lançado em 1º de fevereiro de 1961, coincidindo com o que teria sido o 60º aniversário de Gable. O filme marcou o que seria o último filme completado de Marilyn Monroe, que morreu no ano seguinte.
Em 2018, foi descoberta uma cena de nudez de Marilyn no filme. Na cena Monroe contracena com Clark Gable e deixa cair o lençol que lhe cobria o corpo. O que por si só seria notícia, não fosse este um dos primeiros, se não mesmo o primeiro, registo nu de uma atriz americana na história do cinema caso tivesse entrado no filme. O escritor Charles Casillo entrevistou Curtice Taylor, filho do produtor Frank Taylor, e descobriu que ele guardou a gravação numa gaveta trancada desde a morte do pai em 1999. O diretor do filme, John Huston, recusou incluir a cena de nudez, alegadamente por considerar que "não era necessária para a história". Por outro lado, o produtor Frank Taylor achou o momento tão importante que decidiu guardá-lo.

## Recepção
A crítica de Bosley Crowther sobre The Misfits, publicada no New York Times, destaca que, apesar das boas atuações e uma direção dinâmica, o filme falha em oferecer uma conexão emocional sólida e um tema coeso. Crowther descreve os personagens como "vagabundos legais" — indivíduos solitários e excêntricos que vivem em Reno, Nevada, sem grandes ambições ou organização. Eles são agradáveis por um tempo, mas superficiais e inconsequentes, com suas histórias não se aprofundando o suficiente para gerar real envolvimento do público. A trama, escrita por Arthur Miller, é criticada por sua falta de consistência e profundidade. A personagem de Marilyn Monroe, em particular, é vista como vazia e sem substância, o que enfraquece a narrativa. O filme culmina em uma cena de captura de mustangs, onde Monroe questiona a moralidade da ação, mas a reflexão sobre liberdade parece rasa e sem maior impacto. Embora a direção de Huston seja elogiada por sua inventividade, e os atores, como Clark Gable e Eli Wallach, entreguem performances cativantes, o filme não consegue juntar seus elementos de forma satisfatória, resultando em uma obra que, apesar de interessante em partes, não se concretiza como uma experiência cinematográfica completa.
A crítica da Variety aponta que, à primeira vista, o filme parece ser um drama de aventura vibrante e emocionalmente carregado, que se destaca pela abordagem cinematográfica direta e sem truques superficiais. No entanto, sob essa fachada, o filme esconde uma complexidade de conflitos internos, simbolismos e contradições motivacionais que podem confundir o público. Embora o filme apresente cenas fortes e dramáticas, a crítica destaca que o ritmo é irregular, e a estrutura dramática do filme não é totalmente sólida. O desenvolvimento dos personagens, em especial o de Monroe, é inconsistente, com alguns papéis, como o de Thelma Ritter, sendo pouco explorados ou abandonados ao longo da trama. O personagem de Eli Wallach também passa por uma mudança abrupta e um tanto inconsistente. Em resumo, a crítica da Variety reconhece o potencial emocional e simbólico do filme, mas aponta falhas na estrutura e no desenvolvimento dos personagens, o que impede que ele alcance seu pleno impacto narrativo.
No agregador de críticas Rotten Tomatoes, na pontuação onde a equipe do site categoriza as opiniões da grande mídia e da mídia independente apenas como positivas ou negativas, tem um índice de aprovação de 97% calculado com base em 31 comentários dos críticos. Por comparação, com as mesmas opiniões sendo calculadas usando uma média aritmética ponderada, a nota alcançada é 8,1/10.

## Bilheteria
Os primeiros resultados de bilheteria foram positivos em Los Angeles, onde o filme arrecadou US$ 215.000 durante sua primeira semana. Em Nova York, apesar de uma nevasca, o filme rendeu US$ 74 mil em ingressos vendidos no Capitol Theatre. No geral, o filme arrecadou US$ 4,1 milhões, de acordo com um artigo da Variety de 8 de agosto de 1962.